# Andrus Veerpalu
Andrus Veerpalu (Pärnu, 8 de fevereiro de 1971) é um esquiador cross-country estoniano que competiu de 1993 a 2006.
Em 17 de fevereiro de 2006, Veerpalu ganhou sua segunda medalha de ouro olímpica (em Esqui cross country 15 km, a primeira foi nos Jogos Olímpicos de Salt Lake City em 2002), sendo o quarto estoniano a ganhar duas medalhas olímpicas. Ele é o mais bem sucedido medalhista olímpico estoniano com 3 medalhas.
Veerpalu também teve sucesso nos campeonatos mundiais de esqui promovidos pela FIS, conseguindo um ouro na prova de 30 km em 2001 e uma prata no 50 km em 1999. Ele também ganhou a prova de 50 km no festival de esqui de Holmenkollen em 2003 e 2005.

## Corridas individuais
6 vitórias (6 no Individual, 0 no Sprint)
| Data                    | Local      | Prova |
| ----------------------- | ---------- | ----- |
| 12 de Março de 2005     | Oslo       | 50 km |
| 8 de Janeiro de 2005    | Otepää     | 15 km |
| 17 de Janeiro de 2004   | Nove Mesto | 15 km |
| 13 de Dezembro de 2003  | Davos      | 15 km |
| 8 de Março de 2003      | Oslo       | 50 km |
| 15 de Fevereiro de 2003 | Asiago     | 10 km |